# Walvis Bay-Land
Walvis Bay-Land (englisch Walvis Bay Rural) ist ein Wahlkreis in der namibischen Region Erongo. Auf einer Fläche von 9150 Quadratkilometer leben knapp 51.500 Menschen (Stand 2023).
Das Gebiet schließt unter anderem Langstrand und Dolfynstrand ein und umschließt den Wahlkreis Walvis Bay Stadt (englisch Walvis Bay Urban).

## Wahlen
| Wahl | Name             | Partei | Stimmenanteil |
| ---- | ---------------- | ------ | ------------- |
| 1992 | Wilfried Emvula  | SWAPO  | 90,4 %        |
| 1998 | Johannes Nangolo | SWAPO  | 90,0 %        |
| 2004 | Johannes Nangolo | SWAPO  | 83,5 %        |
| 2010 | Johannes Nangolo | SWAPO  | 85,5 %        |
| 2015 | Johannes Nangolo | SWAPO  | 83,1 %        |
| 2020 | Florian Donatus  | IPC    | 45,9 %        |